# 영 김
영 김(Young O. Kim, 1962년 10월 18일 ~ ) 또는 한국명 김영옥(金映玉)은 한국계 미국인 정치인으로, 현 캘리포니아 제39선거구 공화당 연방 하원의원이다.

## 생애 초기
영 김은 최영옥이라는 이름으로 1962년 10월 18일 대한민국 인천에서 태어나, 어린 시절을 서울에서 보냈다. 1975년 가족들과 미국령 괌으로 이주한 후, 영 김은 괌에서 중학교를 졸업하고 하와이에서 고등학교를 마쳤다. 영 김은 이후 서던캘리포니아 대학교에서 경영학을 전공하였다.

## 정치 경력
영 김은 캘리포니아 제39지구의 친한파 공화당 중진이자 하원 외교위원장인 에드 로이스(Ed Royce) 의원의 보좌관으로 정치 커리어를 시작하였다.

### 캘리포니아주 의원
영 김은 2014년에 캘리포니아주 의원에 당선돼 캘리포니아주 의회에 입성하였고, 2016년까지 주 의원을 지냈다.

### 미국 연방 하원 의원
영 김은 2018년 11월 6일 치러진 미국 하원의원 선거에 캘리포니아주 제39지구 하원 의원 공화당 후보로 출마하여 잠정 개표 결과 당선이 유력하였으나, 우편으로 투표된 표가 개표되면서 상대 후보인 민주당 길 시스네로스(Gil Cisneros)에게 4000표 차이로 역전을 당해 낙선하였다.
2년 후 2020년 치러진 선거에서 길 시스네로스에 다시 맞붙어 승리해, 연방 하원의원에 당선되었다.
2024년 하원의원 선거에서는 민주당 후보 조 커(Joe Kerr) 후보와 약 10% 차이를 보이며 당선되었다.

## 역대 선거 결과
| 선거명      | 직책명                           | 대수  | 정당   | 득표율 | 득표수    | 결과 | 당락                       |
| ----------- | -------------------------------- | ----- | ------ | ------ | --------- | ---- | -------------------------- |
| 2014년 선거 | 하원의원 (캘리포니아 제65선거구) | 91대  | 공화당 | 54.62% | 42,376표  | 1위  | 캘리포니아 하원의원 당선   |
| 2016년 선거 | 하원의원 (캘리포니아 제65선거구) | 92대  | 공화당 | 46.75% | 69,941표  | 2위  | 낙선                       |
| 2018년 선거 | 하원의원 (캘리포니아 제39선거구) | 116대 | 공화당 | 48.44% | 118,391표 | 2위  | 낙선                       |
| 2020년 선거 | 하원의원 (캘리포니아 제39선거구) | 117대 | 공화당 | 50.60% | 173,946표 | 1위  | 캘리포니아주 하원의원 당선 |
| 2022년 선거 | 하원의원 (캘리포니아 제40선거구) | 118대 | 공화당 | 56.84% | 161,589표 | 1위  | 캘리포니아주 하원의원 당선 |
| 2024년 선거 | 하원의원 (캘리포니아 제40선거구) | 119대 | 공화당 | 55.40% | 203,796표 | 1위  | 캘리포니아주 하원의원 당선 |

## 참고 자료
- 위키미디어 공용에 영 김 관련 미디어 분류가 있습니다.